# Sabatia calycina
Sabatia calycina là một loài thực vật có hoa trong họ Long đởm. Loài này được (Lam.) A. Heller miêu tả khoa học đầu tiên năm 1894.